# Tre Voci
Tre Voci – polskie trio muzyczne, wykonujące muzykę pop operową. W skład formacji wchodzą wykształceni klasycznie tenorzy: Wojciech Sokolnicki „Voytek Soko”, Mikołaj Adamczak i Miłosz Gałaj.

## Historia zespołu
Przed założeniem tercetu każdy z tenorów koncertował solowo. W 2015 rozpoczęli współpracę, a swój pierwszy wspólny koncert zagrali 29 sierpnia w Krakowie u boku Grażyny Brodzińskiej. W styczniu 2016 wystąpili na deskach Copernicus Center w Chicago. Jesienią 2017 uświetnili występem galę Pożegnanie lata z Plejadą, organizowaną przez serwis internetowy Plejada.pl.
W 2018 z piosenką „Esistera” bez powodzenia zgłosili się do krajowych eliminacji do 63. Konkursu Piosenki Eurowizji. Utwór umieścili na swoim albumie pt. With Love, który wydali w 2020. Pod koniec 2018 wystąpili w Symphony Center w Chicago, w Toronto i Vancouver na koncertach celebrujących 100-lecie odzyskania przez Polskę niepodległości. W 2019 wystąpili w kilku szeroko komentowanych w mediach wydarzeniach: koncercie Artyści przeciw nienawiści w Łodzi, benefisie Agnieszki Radwańskiej w Tauron Arena w Krakowie, Wielkiej Gali Gwiazd Plejady w Warszawie oraz The Bridge to Liberation w Arnhem w Holandii. W 2021 wystąpili w widowisku telewizyjnym pt. Zakochany Mickiewicz w reżyserii Marcina Kołaczkowskiego, uświetnili występem także 6. Wielką Galę Gwiazd Plejady. 
W grudniu 2021 roku reprezentowali Polskę w Dubaju podczas EXPO 2020, gdzie wystąpili w koncercie u boku m.in. Roksany Węgiel, Ani Rusowicz, Alicji Szemplińskiej i Golec uOrkiestra. W 2022 brali udział m.in. w takich wydarzeniach jak Wakacyjna Trasa Dwójki (Augustów, Elbląg, Sopot) oraz Gala French Touch, podczas której wykonali w duecie z Garou utwór Belle z musicalu Notre Dame de Paris.

## Dyskografia

### Albumy studyjne
- Tenorzy (2017)
- With Love (2020) – platynowa płyta[24]